# Lewis Collins
Lewis Collins (Bidston Birkenhead, Cheshire, 27 mei 1946 – Los Angeles 27 november 2013) was een Engelse acteur, het meest bekend door zijn rol als ruwe politieman in de televisieserie The Professionals.
Lewis Collins trouwde met onderwijzeres Michelle Larrett in 1992 en het stel heeft drie zoons: Oliver, Elliot en Cameron. Collins heeft een pilotenopleiding afgerond en had hobby's als parachutespringen, schieten en jiujitsu.
Hij is eind november 2013 overleden aan kanker op 67-jarige leeftijd.

## Zijn rollen op televisie
- Z-Cars, aflevering "Waste", 1974 - als Derek Cunningham
- Marked Personal, afleveringen "1.38" en "1.37", 1974 - als Len Thomas
- Village Hall, aflevering "Friendly Encounter", 1974 - Jimmy Jackson
- Crown Court, aflevering "Arson", 1974 - als PC Henry Williams
- Warship, aflevering "Away Seaboat's Crew", 1974 - L/Sea. Steele
- The Cuckoo Waltz, Granada TV sitcom, 1975-1977 - als Gavin Rumsey
- The New Avengers, aflevering 5 "Obsession", seizoen 2, 7 oktober 1977 - als Kilner
- The Professionals, 1977-1983 - als Bodie
- This Is Your Life, 1 aflevering, 1982
- A Night on the Town, 1983 - als George, een fotograaf.
- Robin of Sherwood, aflevering "The Sheriff Of Nottingham", 1986 - als Philip Marc
- Carly's Web, 1987 - als Alexander Prescott
- Blue Blood, 1988
- Jack the Ripper, tv-drama, 1989 - als Sergeant George Godley
- Alfred Hitchcock Presents, aflevering "The Man Who Knew Too Little", 1989 - als Bill Stewart
- Blaues Blut, televisieserie, 1990 - als Hugh Sinclair (segment "Bounty")
- A Ghost in Monte Carlo, tv-drama, 1990 - als Lord Drayton
- Cluedo, 7 afleveringen, 1991-1992 - als Col. Mustard
- Tarzán, 2 afleveringen, 1993-1994 - als Michael Hauser
- The Grimleys, 2 afleveringen, 1999 - als Digby's Dad
- The Bill, aflevering 034, 2002 - als Dr. Peter Allen

## Filmrollen
- Must Wear Tights (1976)
- Confessions of a Driving Instructor (1976) - speler in Monks Hill Rugger Team
- Who Dares Wins (1982) - als Captain Peter Skellen
- Code Name: Wild Geese (1984) - als Commander Robin Wesley
- Commando Leopard (1985) - als Enrique Carrasco
- Commander, Der (1988) - als Major Colby